# (2807) Karl Marx
(2807) Karl Marx es un asteroide perteneciente al cinturón de asteroides descubierto por Liudmila Ivánovna Chernyj el 15 de octubre de 1969 desde el Observatorio Astrofísico de Crimea, en Naúchni.

## Designación y nombre
Karl Marx se designó al principio como 1969 TH6.
Más adelante, en 1983, fue nombrado en honor del filósofo alemán Karl Marx (1818-1883).

## Características orbitales
Karl Marx orbita a una distancia media de 2,796 ua del Sol, pudiendo alejarse hasta 3,299 ua y acercarse hasta 2,293 ua. Su inclinación orbital es 7,877 grados y la excentricidad 0,1798. Emplea 1708 días en completar una órbita alrededor del Sol.

## Características físicas
La magnitud absoluta de Karl Marx es 12,6. Está asignado al tipo espectral C de la clasificación SMASSII.